# Leptostylum leuconotum
Leptostylum leuconotum är en tvåvingeart som först beskrevs av Wulp 1892.  Leptostylum leuconotum ingår i släktet Leptostylum och familjen parasitflugor. Inga underarter finns listade i Catalogue of Life.